# 阿基塔尼亞 (博亞卡省)

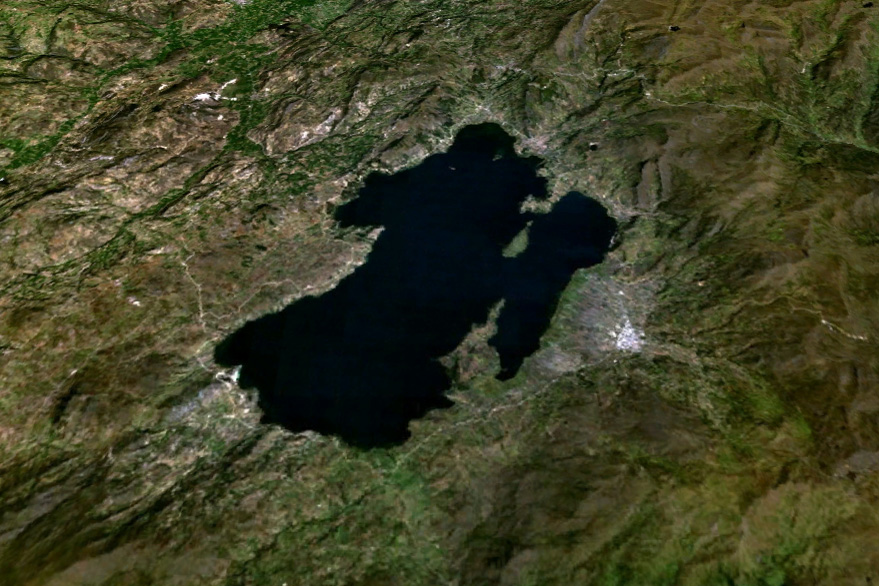

阿基塔尼亞是哥倫比亞的城鎮，位於該國東北部，由博亞卡省負責管轄，始建於1777年6月20日，面積828平方公里，海拔高度3,030米，主要經濟活動有農業、畜牧業、林業和採礦業，2005年人口16,087。
5°35′N 72°50′W / 5.583°N 72.833°W